# Nidirana okinavana
Nidirana okinavana – gatunek płaza bezogonowego z rodziny żabowatych (Ranidae). Występuje na japońskich wyspach Ishigaki i Iriomote. Dorasta do 4,4 cm i zasiedla niziny i tereny górskie. Rozmnaża się od sierpnia do listopada, składa 18–80 jaj. Jest zagrożony wyginięciem.

## Wygląd
Ciało krępe. Samce dorastają do 4,2–4,3 cm, a samice 4,2–4,4 cm długości. Błona bębenkowa jest okrągła, występuje od 3 do 6 zębów lemieszowych. Palce u stóp spięte słabo rozwiniętą błoną pławną, opuszki palców u stóp i dłoni rozszerzają się, tworząc przylgi. Skóra na grzbiecie pokryta jest ziarnistymi gruczołami, a boki guzkami. Dobrze widoczne fałdy grzbietowo-boczne. Brak worków rezonansowych. Samce posiadają słabo rozwinięte żółte modzele godowe. 

## Zasięg występowania i siedlisko
Endemit. Występuje na japońskich wyspach Ishigaki i Iriomote, a także rzekomo w jednym stawie w północnym Tajwanie (stwierdzenia z Tajwanu prawdopodobnie dotyczyły jednak innego gatunku – Nidirana adenopleura). Zasiedla niziny i tereny górskie.

## Rozmnażanie i rozwój
Rozmnaża się od sierpnia do listopada. Składa 18–80 jaj o średnicy 1,7–2,2 mm. Gatunek diploidalny, liczba chromosomów 2n = 26. 